# Квон Ён Иль
Квон Ён Иль (кор. 권영일; род. 1977) — южнокорейский кёрлингист и тренер по кёрлингу.
В составе мужской сборной Республики Корея серебряный призёр Тихоокеанско-азиатского чемпионата 2006 и чемпион зимних Азиатских игр 2007, участник чемпионата мира среди мужчин 2007.

## Достижения
- Тихоокеанско-азиатский чемпионат по кёрлингу: серебро (2006).
- Зимние Азиатские игры: золото (2007).

## Команды
| Сезон   | Четвёртый     | Третий        | Второй       | Первый       | Запасной                                                                           | Турниры                       |
| ------- | ------------- | ------------- | ------------ | ------------ | ---------------------------------------------------------------------------------- | ----------------------------- |
| 2000—01 | Пэк Чон Чхоль | Квон Ён Иль   | Lim Sung-min | Пак Квон Иль |                                                                                    | ТАЧ 2000 (4 место)            |
| 2004—05 | Пэк Чон Чхоль | Ли Джэ Хо     | Ян Се Ён     | Пак Квон Иль | Квон Ён Иль тренеры: Джим Урсел, Chung Young Sup                                   | ТАЧ 2004 (5 место)            |
| 2005—06 | Пэк Чон Чхоль | Ли Джэ Хо     | Ян Се Ён     | Квон Ён Иль  | Пак Квон Иль тренер: Yoo Kun Jick                                                  | ТАЧ 2005 (6 место)            |
| 2006—07 | Ли Джэ Хо     | Пэк Чон Чхоль | Ян Се Ён     | Пак Квон Иль | Квон Ён Иль тренер: Yoo Kun Jick                                                   | ТАЧ 2006                      |
| 2006—07 | Ли Джэ Хо     | Пэк Чон Чхоль | Ян Се Ён     | Квон Ён Иль  | Пак Квон Иль тренеры: Kang Yang-Won (ЗАИ), Yoo Kun Jick (ЗАИ), Bradley Burton (ЧМ) | ЗАИ 2007 · ЧМ 2007 (12 место) |

(скипы выделены полужирным шрифтом)

## Результаты как тренера национальных сборных
| Год  | Турнир                                                   | Команда                        | Место |
| ---- | -------------------------------------------------------- | ------------------------------ | ----- |
| 2008 | Чемпионат мира по кёрлингу на колясках 2008              | Республика Корея (на колясках) | 2     |
| 2024 | Чемпионат мира по кёрлингу среди юниоров (группа Б) 2024 | Республика Корея (юниоры жен.) | 1     |
| 2025 | Зимняя Универсиада 2025                                  | Китай (студенты жен.)          | 2     |
| 2025 | Чемпионат мира по кёрлингу среди юниоров 2025            | Республика Корея (юниоры жен.) | 1     |